# William Booth
William Booth (Nottingham, 10 de abril de 1829 – Hadley Wood, 20 de agosto de 1912) foi um pregador metodista britânico, fundador do Exército de Salvação, e o primeiro general desta instituição. Com fundamentos cristãos e uma estrutura quase militar de governo - exceto pelas armas físicas, o Exército de Salvação foi fundado em 1865 e se espalhou a partir de Londres, na Inglaterra, para várias partes do mundo e é conhecido por ser uma das maiores organizações de ajuda humanitária. Em 2002, foi considerado um dos 100 maiores britânicos de todos os tempos.

## Vida
Ele nasceu perto da cidade inglesa de Nottingham em 10 de abril de 1829. Depois de experimentar o novo nascimento (por volta de 1844), ele se tornou um pastor metodista e mais tarde começou como missionário independente. Em 1865, junto com sua esposa Catherine, iniciou um movimento missionário no East End de Londres (a área mais carente socialmente da cidade). Neste mesmo ano Booth teve sua filha, Evangeline Cory Booth. O grande sucesso de seu movimento religioso entre os mais despossuídos empurrou suas atividades para além das favelas de Londres, até se tornar o Exército da Salvação a partir de 1878.
Em 1880 publicou um livro intitulado "A Inglaterra Sombria e como sair dela", que teve grande demanda e expôs para todo o país a crueldade, abuso e negligência sofrida pela população mais pobre. Em 1907 Booth recebeu um doutorado honorário da Universidade de Oxford, a lista incluía: o poeta e contador de histórias inglês Rudyard Kipling, o escultor francês Auguste Rodin, o compositor francês Camille Saint-Saëns, o escritor, orador e humorista americano Samuel Langhorne Clemens, conhecido por o pseudônimo de Mark Twain. Na época de sua morte em 20 de agosto de 1912, seu movimento estava se espalhando fortemente até mesmo além das fronteiras do Império Britânico.

## Trabalhos

### Literatura
- In Darkest England and The Way Out, Diggory Press, ISBN 978-1-84685-377-7
- Purity of Heart Diggory Press, ISBN 978-1-84685-376-0
- Boundless Salvation: The Shorter Writings of William Booth, Editado por Andrew M. Eason e Roger J. Green. Nova York: Peter Lang, 2012. ISBN 978-1-4539-0201-1
- Sergeant-Major Do-Your-Best of Darkington No. I: Sketches of the Inner Life of a Salvation Army Corps, 1906
- "Founder Speaks Again" Salvation Army, 1960. ISBN 978-0854120826

### Música
- O Boundless Salvation (1893)[6]
- Send the Fire (1894)[7]
- Bless His Name He Sets Me Free, uma música popular de music-hall da época, Champagne Charlie.[8]